# Instituto Nacional de Vitivinicultura (Uruguay)
El Instituto Nacional de Vitivinicultura (INAVI), fue creado por la ley N.º 15.903 el 10 de noviembre de 1987, como persona de derecho público no estatal. Cumple el rol de ser el organismo rector de la política vitivinícola nacional. Tiene su sede en la ciudad de Las Piedras, Canelones, Uruguay.  

## Antecedentes
Sus antecedentes se remontan al 17 de julio de 1903 cuando por la ley N.º 2856, el contralor y fiscalización de la actividad vitivinícola pasó a control del Estado.

## Funcionamiento
El INAVI es dirigido por un directorio de ocho miembros, integrado de la siguiente manera:
1. Tres delegados del Poder Ejecutivo designados por, el Ministerio de Ganadería Agricultura y Pesca quien designa al presidente del INAVI, el Ministerio de Industria y Energía y el Ministerio de Economía y Finanzas.
2. Cinco representantes de los productores del sector viticultor y bodeguero o vitivinicultor.

El organismo se ocupa del control y ejecución de la política vitivinícola, tiene el control del proceso productivo, regulando volumen y calidad de la producción. Además de ocuparse de aspectos relativos al desarrollo e investigación de la actividad vitivinícola. Sumado a lo anterior, cumple funciones de asesoramiento al Poder Ejecutivo y de fiscalización del cumplimiento de las normas existentes en materia vitivinícola.
También brinda cursos para saber elegir y recomendar vinos uruguayos. Y divulga las bondades de los vinos uruguayos en congresos internacionales.
Un ejemplo de las gestiones realizadas por el INAVI es el reciente anuncio (2013) de un aumento de las exportaciones a Rusia y una baja de aranceles a los vinos uruguayos en Corea del Sur.
Otra área en la cual cumple funciones el INAVI es en la promoción de los vinos uruguayos.

## Autoridades
Las actuales autoridades del INAVI son:
- El presidente es el enólogo Ricardo Cabrera,[7] Ministerio de Ganadería, Agricultura y Pesca de Uruguay
- Vicepresidente: Sr. Oscar Perdomo, Ministerio de Ganadería, Agricultura y Pesca de Uruguay
- Dra. Gabriela Torres (Titular) Ministerio de Economía y Finanzas de Uruguay
- Ing. Agr. Sergio Rodríguez (Titular), Ministerio de Industria, Energía y Minería de Uruguay
- Téc. Vit. Diego Pérez (Alterno), Ministerio de Industria, Energía y Minería de Uruguay

Representantes de organizaciones privadas:
- Sr. Carlos Cedrés (Titular), Centro de Viticultores del Uruguay.
- Sr. Fabio Solomita (Titular), Centro de Viticultores del Uruguay.
- Sr. Fernando Imperiale (Alterno), Centro de Viticultores del Uruguay.
- Sr. Aramir Silva (Alterno), Centro de Viticultores del Uruguay.
- Enól. Nicolás Monforte (Titular) Asociación Nacional de Bodegueros.
- Sra. Fabiana Bracco (Alterno) Asociación de Bodegas Exportadoras.
- Sr. Manuel Filgueira (Titular) Centro de Bodegueros del Uruguay.
- Enól. Diego Spinoglio (Alterno) Federación Uruguaya Grupo CREA.
- Sr. Julio Giménez (Titular) Organización Nacional de Vinicultores.
- Sr. Juan Pablo Bouza (Alterno) Asociación Nacional de Turismo Enológico.